# Platycypha eliseva
Platycypha eliseva is een libel uit de familie Chlorocyphidae (juweeljuffers). De lengte van de voorvleugel bedraagt zo'n 21 tot 24 millimeter; de lichaamslengte is zo'n 28 tot 30 millimeter. De soort is bekend uit Congo-Kinshasa, in de buurt van Lokutu.  
De soort is beschreven in een speciale editie van Zoologische Mededelingen, uitgegeven door Naturalis, die op 1 januari 2008 verscheen ter ere van het 250-jarig bestaan van de zoölogische nomenclatuur. Op 1 januari 1758 verscheen namelijk de tiende editie van Systema naturae van Carl Linnaeus. De soortaanduiding eliseva verwijst mede naar de vrouw van Linnaeus, Sarah Elisabeth Moraea.